# Баляга
Баля́га (рос. Баляга) — село (колишнє селище міського типу) у складі Петровськ-Забайкальського району Забайкальського краю, Росія. Адміністративний центр Балягинського сільського поселення.

## Населення
Населення — 3322 особи (2010; 3720 у 2002).